# Маласада
Маласада (порт. Mal asada — плохо прожаренный) — португальское кондитерское изделие, жареный пончик из дрожжевого теста, покрытый сахарным песком, а иногда и корицей. Традиционные португальские маласады не содержат отверстий или какой-либо начинки, но в некоторых вариантах начинка есть — в частности, в маласадах, испечённых на Гавайях. На Гавайях расположены множество пекарен, которые специализируются на приготовлении маласад. Блюдо имеет длинную кулинарную историю.